# حيدر صباح
حيدر صباح (15 مارس 1986 العراق - ) هو لاعب كرة قدم عراقي، يلعب كلاعب وسط، لعب 26 مباراة وسجل 8 أهداف.

## مسيرته

### مسيرته مع الأندية
- 2002 - 2009 لعب مع نادي الزوراء 26 مباراة سجل خلالها 5 أهداف.

## روابط خارجية
- حيدر صباح على موقع قاعدة بيانات كرة القدم.إي يو (الإنجليزية)
- حيدر صباح على موقع ناشيونال فوتبول تيمز (الإنجليزية)
- حيدر صباح على موقع أوليمبيديا (الإنجليزية)